# Bernhard Ekström
Sven Gustav Bernhard Ekström, född 30 mars 1890 i Ekeberga socken, Kronobergs län, död 20 juni 1956 i Sörby, var en svensk lantbrukare och politiker i Bondeförbundet.
Ekström var ordförande i RLF från 1940. Han var ledamot av Sveriges riksdags första kammare från 1948, invald i Kronobergs läns och Hallands läns valkrets.